# Per Frisell
Per Frisell, född 23 februari 1822 i Karlskoga socken, Örebro län, död 19 oktober 1892 i Stockholm, var en svensk järnvägsman.
Frisell, som var son till inspektören Per Frisell (1802–1870), blev efter studentexamen 1846 elev vid statens järnvägsbyggnader 1857, var nivellör där 1858–1862, blev baningenjör vid statens järnvägstrafik 1862 och var bandirektör i femte distriktet från 1872. Han var även baningenjör vid Krylbo–Norbergs Järnväg, vilken öppnades 1874 och vid vilken trafiken ombesörjdes av statens järnvägar till 1891. Han var ledamot av Statens järnvägstrafiks pensionsinrättnings fullmäktige.